# مبيا
مبيا هي مدينة تنزانية تقع في جنوب غرب تنزانيا وأفريقيا. يقدر تعداد سكان الحضر في مبيا 280,000 في عام 2005. مبيا هي عاصمة المنطقة الريفية المحيطة، والتي تعرف بإقليم مبيا (عدد السكان، المنطقة يبلغ حوالي مليوني دولار).

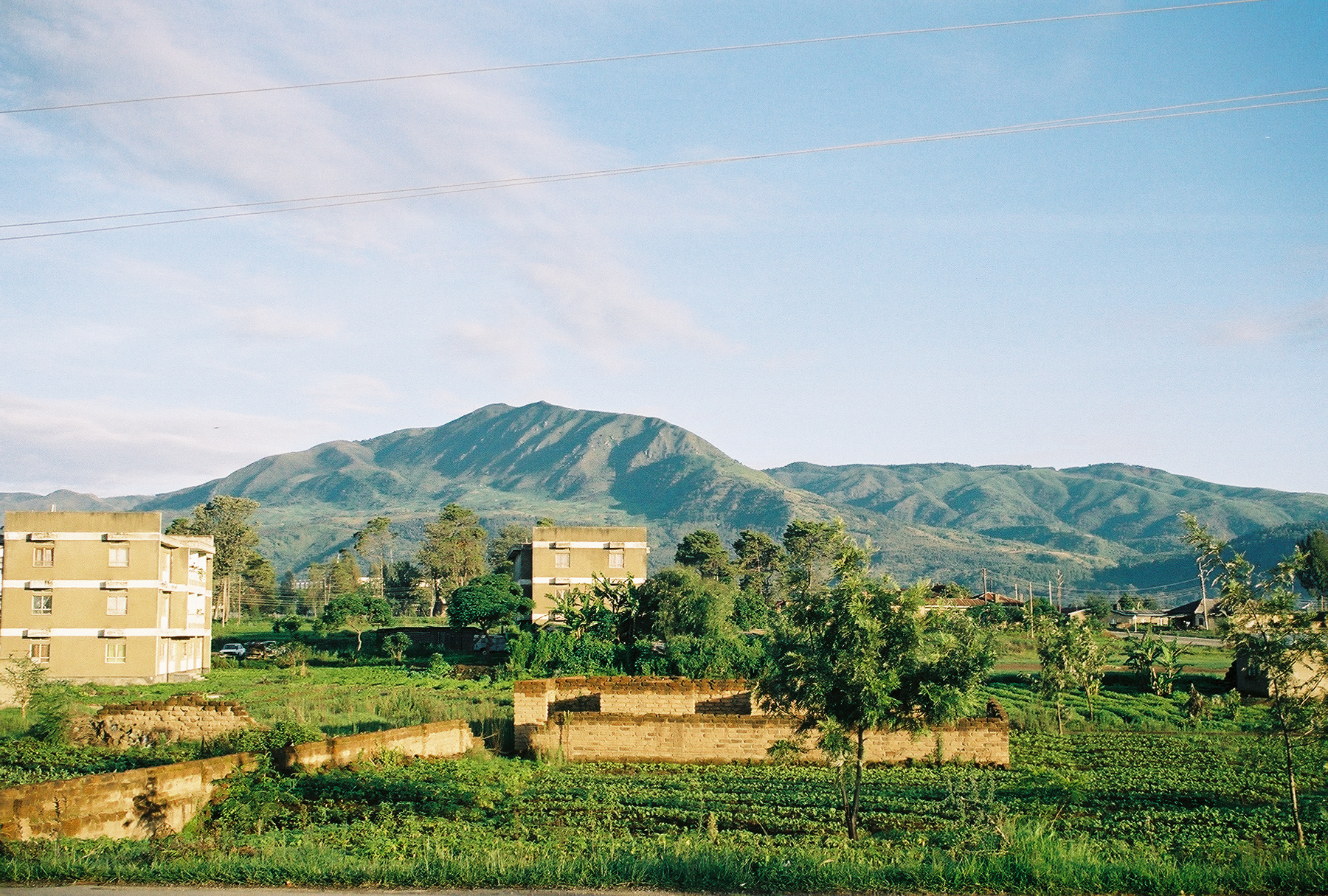
مدينة مبيا الواقعة وسط الجبال

مبيا هي أول مستوطنة حضرية كبيرة عند السفر براً من دولة زامبيا المجاورة. تقع على ارتفاع 1700 متر (5500 قدم)، وتمتد عبر واد ضيق تحيط بها وعاء من المرتفعات والجبال. اللغة الرئيسية هي اللغة السواحلية العامية، ويتم تدريس اللغة الإنجليزية على نطاق واسع في المدارس.

## تاريخ
بعد حمى الذهب في عام 1905، تأسست مبيا كمدينة تعدين الذهب في عام 1920s. خط سكة حديد تازارا جذب المهاجرين في وقت لاحق للزراعة كما جذب أصحاب المشاريع الصغيرة في المنطقة. مبيا كانت تدار من قبل الاحتلال البريطاني حتى عام 1961. ثم تم إنشاء منطقة مبيا في عام 1961, مع استقلال البلاد.

## تعليم
وبالإضافة إلى عدد متزايد من المدارس الثانوية مثل ميتا، سانغو، لوليزا، مبيا اليوم، مبيا لديها بعض معاهد التعليم العالي:
- جامعة تيوفيلو كسينجا
- معهد مبيا للعلوم والتكنولوجيا
- جامعة مزومبي
- معهد تنزانيا للمحاسبة
- معهد البحوث الزراعية

## مصاجر خارجية
- FallingRain Map - elevation = 1661m (Red dots are railways)